# كيرري فالنتين
كيرري فالنتين (بالإنجليزية: Cherry Valentine)‏ (و. 1993 – 2022 م) ممثل بلباس امرأة، وممرضة الصحة العقلية، في دارلينغتون، المهني سنة 2018، عن عمر يناهز 29 عاماً.

## أعمال بارزة
من أهم أعماله:
RuPaul's Drag Race UK series 2 ‏

## وصلات خارجية
- كيرري فالنتين في قاعدة بيانات الأفلام على الإنترنت